# Frederick Kiesler
Pour les articles homonymes, voir Kiesler.
Frederick John Kiesler, né Friedrich Kiesler à Czernowitz, en Bucovine), dans l'Empire austro-hongrois le 22 septembre 1890 et mort à New York le 27 décembre 1965, est un architecte austro-américain, aussi théoricien de l'architecture, décorateur de théâtre, artiste et sculpteur.

## Biographie
Frederick Kiesler est l'un des architectes attitré du Sanctuaire du Livre, à Jérusalem.
Grâce à sa mise en scène de R.U.R. à Berlin en 1922 et son implication dans le festival de musique et de théâtre à Vienne en 1928, il acquiert une renommée mondiale et l'estime des personnalités du Bauhaus, tout proche.